# Soso (mosaicista)
Soso di Pergamo (in greco antico: Σῶσος?, Sòsos, in latino Sosus; fl. II secolo a.C.) è stato un artista mosaicista greco antico, di epoca ellenistica e attivo nel II secolo a.C.

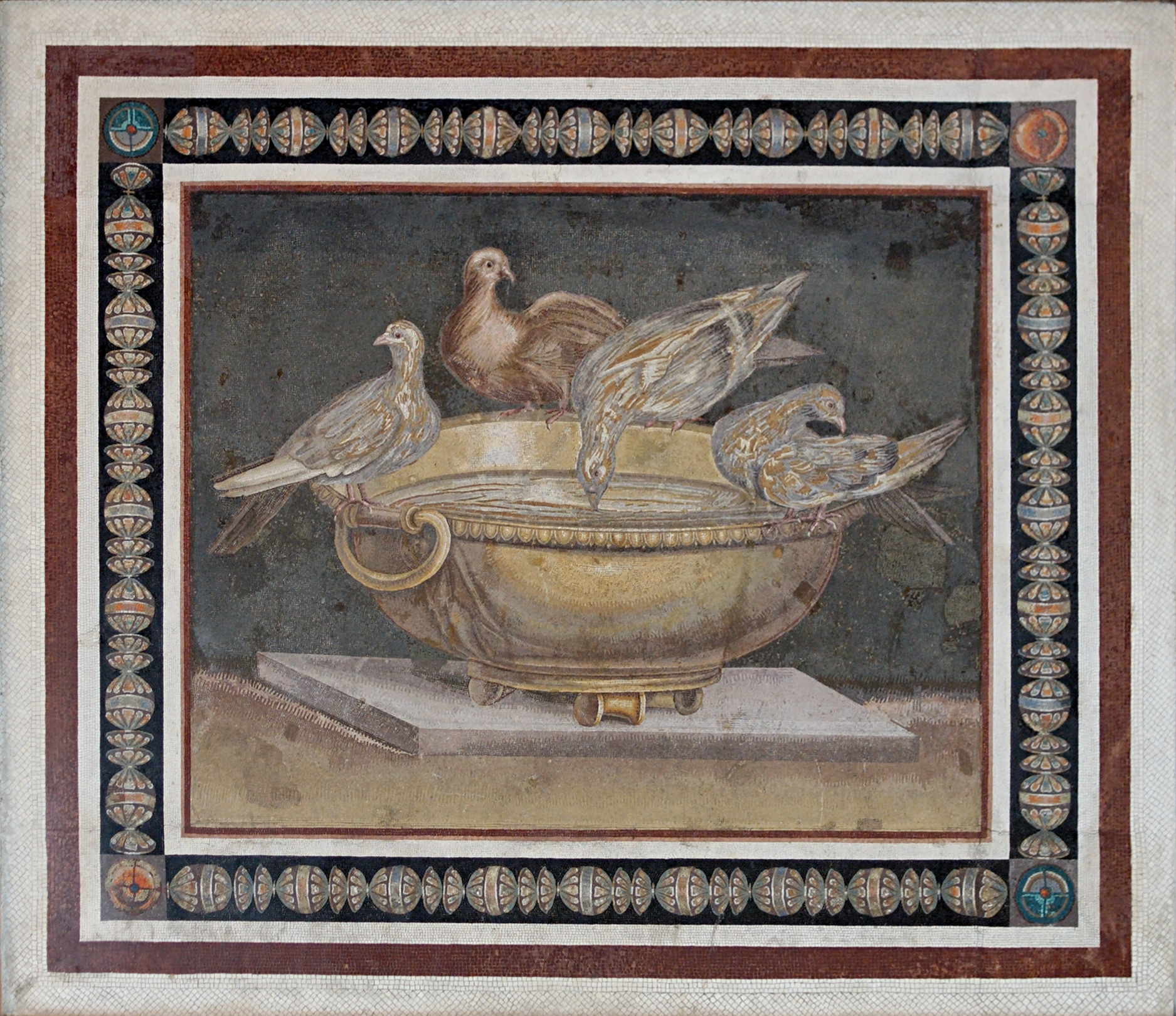
Mosaico, emblema con colombe. Fine I secolo a.C. Roma, Musei Capitolini, Palazzo Nuovo S 402.

È l'unico mosaicista dell'antica Grecia ricordato da Plinio .

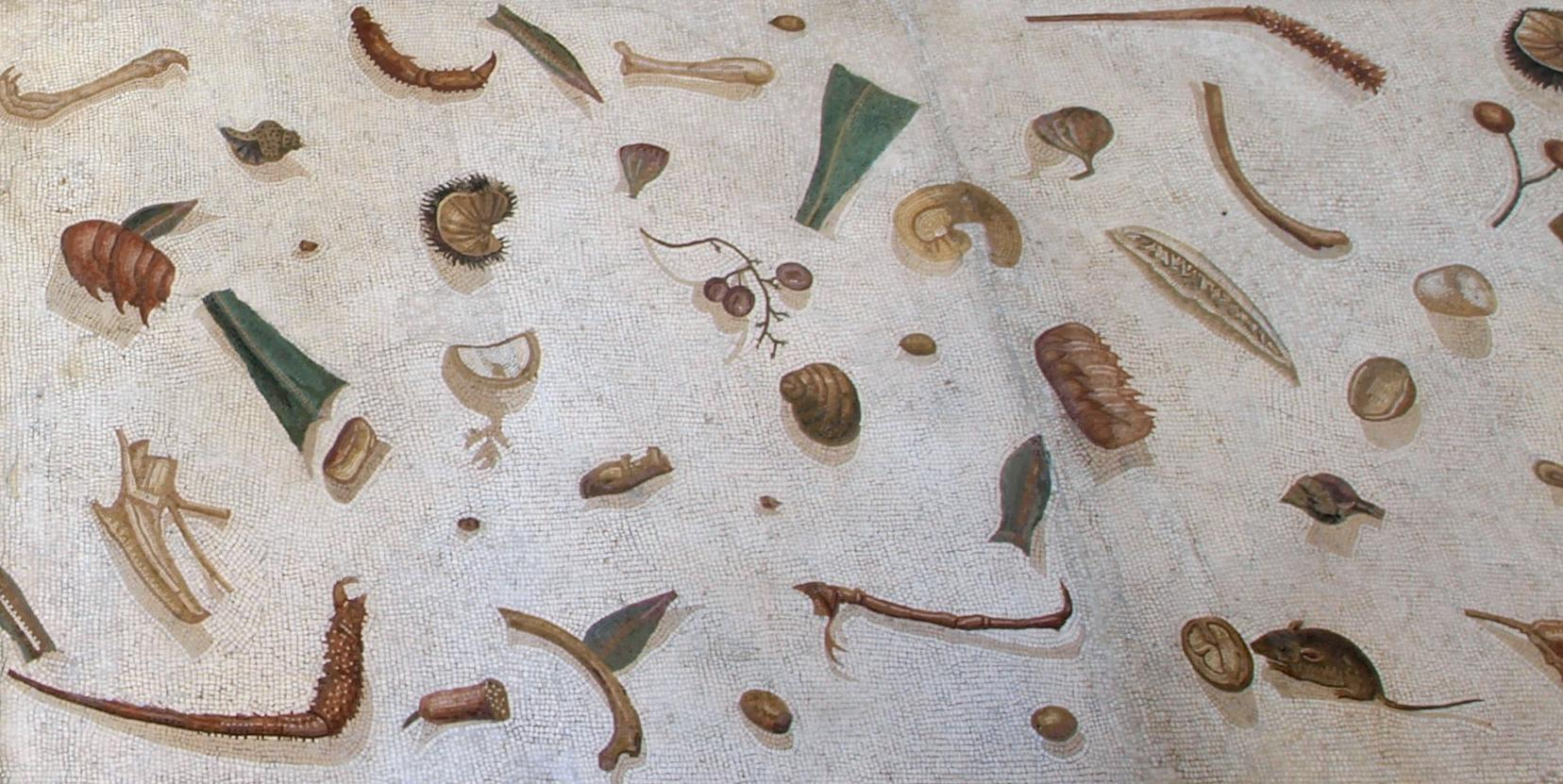
esempio di mosaico romano di "stanza non spazzata"

## Opere
Soso è ricordato come l'autore della celebre rappresentazione della stanza non spazzata (in greco antico: ἁσάρωτος οἶκος?, asàrotos òikos) in vivace policromia e di un altro raffinato mosaico che raffigura delle colombe che bevono da un vaso metallico, proiettando le loro ombre sulla superficie mobile dell'acqua. Entrambe le opere vengono situate da Plinio a Pergamo ed è possibile che facessero parte di uno stesso pavimento di triclinio. Plinio ne ricorda la finezza e la cura dei particolari.
Soso incontrò singolare fortuna nel mondo antico grazie a queste due opere che furono più volte copiate nei secoli seguenti (a Roma, a Pompei, a Delo).